# Prends la route !
Pour plus de détails, voir Fiche technique et Distribution.
Prends la route ! est un film musical franco-allemand réalisé par Jean Boyer en 1936, et sorti en 1937.

## Synopsis
Dupont-Dernier est un riche industriel qui entretient Wanda une belle aventurière qui est amoureuse de Jacques, un jeune homme désœuvré. Ce dernier reçoit une mise en demeure de son père, il doit le rejoindre ce week-end et accepter le mariage qu'il lui propose sinon il sera déshérité. Il n'en a cure et se propose de passer le week-end avec Wanda. Dupont-Dernier, lui, a décidé de passer le week-end à la campagne mais décide de laisser le hasard se charger de la destination. Ils prennent donc la route. Jacques fait de même au volant de sa Bugatti à contre cœur. Nous croisons alors un autre personnage Potopoto, agent d'assurance et motocycliste qui passe son temps à provoquer des accidents afin de placer des polices d'assurances.
En chemin, Jacques va rencontrer Simone chaperonnée par sa tante, il en deviendra amoureux et finira par l'enlever. S'en suivra une course poursuite impliquant tous les protagonistes. Au bout du compte, Simone entendant Wanda et Jacques s'expliquer rentrera chez sa tante, Dupont-Dernier rompra avec Wanda qui rompra également avec Jacques après une violente crise de jalousie. Ce dernier en rangeant ses affaires retrouvera la photo de la femme que son père lui destinait, c'était Simone !

## Fiche technique
- Titre : Prends la route !
- Titre anglophone (États-Unis) : Take the Road
- Réalisation : Jean Boyer
- Assistant réalisateur : Louis Chavance
- Scénario : Jean Boyer
- Musique et auteur des chansons : Georges Van Parys
- Producteurs : Peter Paul Brauer, Raoul Ploquin, W. Schmidt
- Société de production : L'Alliance Cinématographique Européenne (ACE)
- Pays de production :  France |  Allemagne
- Langue : français
- Format : Noir et blanc — 35 mm — 1,37:1 — Son : Mono
- Genre : Film musical
- Durée : 87 minutes (1 h 27)
- Date de sortie : 
  - France : 5 février 1937

## Distribution
- Jacques Pills : Jacques
- Claude May : Simone
- Georges Tabet : Potopoto, le motocycliste et agent d'assurance
- André Alerme : Dupont-Dernier, l'indistriel
- Marcel Simon : le comte
- Lucien Callamand : le gendarme
- Colette Darfeuil : Wanda, l'aventurière
- Monette Dinay : Denise, la secrétaire de Potopoto
- Jeanne Loury : Tante Guiguitte
- Milly Mathis : L'aubergiste
- Madeleine Suffel : La garde-barrière
- Édouard Hamel : Un ami de Jacques
- Pierre Chertier : Un ami de Jacques
- Bill Bocket : Le mécanicien
- André Pierrel
- Geneviève Callix
- Suzy Delair
- Jean Appert
- Albert Caurat
- Émile Riandreys
- André Saint-Germain

## Chanson
"Y'a toujours un passage à niveau" paroles de Jean Boyer également chantée en 1980 dans Georges Brassens chante les chansons de sa jeunesse.

## Critiques
- Dans sa chronique parue en 1937 dans Le Canard enchaîné, le critique Henri Jeanson écrit[1] : « [...] Jean Boyer a écrit et réalisé là un bien joli film. Sourires, rimes faciles, plaisir du voyage, musique agréable à l'oreille, répliques spirituelles, voilà tout ce que nous trouvons sur la route de Jean Boyer. On sort du Colisée en disant : " Je viens de passer une délicieuse journée à la campagne " ».